# Saint-Léger des Trotteurs
Groupe I
Le Saint-Léger des Trotteurs est une course hippique de trot monté se déroulant au mois d'octobre sur l'hippodrome de Caen (en juin de 1966 à 2021).
C'est une course de Groupe I réservée aux chevaux de 3 ans, hongres exclus, ayant gagné au moins 13 000 € (conditions en 2024).
Elle se court sur la distance de 2 450 mètres, départ volté, pour une allocation qui s'élève à 150 000 €, dont 67 500 € pour le vainqueur.
Inspirée du St. Leger Stakes, la course est créée en 1878, sous le nom de Saint-Léger du demi-sang, nom qu'elle conservera jusqu'en 1948.

## Palmarès depuis 1958
| Année | Vainqueur          | Père               | Jockey                | Entraîneur            | Réd.km |
| ----- | ------------------ | ------------------ | --------------------- | --------------------- | ------ |
| 2024  | Little Orélie      | Feeling Cash       | Mathieu Mottier       | Mathieu Mottier       | 1'12"3 |
| 2023  | Kandora Bella      | Prodigious         | Camille Levesque      | Thomas Levesque       | 1'13"3 |
| 2022  | J'aime le Foot     | Boccador de Simm   | David Thomain         | Philippe Allaire      | 1'13"2 |
| 2021  | Ici C'est Paris    | Dollar Macker      | Christopher Corbineau | Philippe Allaire      | 1'13"3 |
| 2020  | Hopla des Louanges | Gazouillis         | Adrien Lamy           | Franck Leblanc        | 1'15"6 |
| 2019  | Gala Téjy          | Atlas de Joudes    | Paul-Philippe Ploquin | Christophe Chalon     | 1'14"  |
| 2018  | Fado du Chêne      | Singalo            | Paul-Philippe Ploquin | Julien Le Mer         | 1'14"9 |
| 2017  | Eiffel Tower       | Ready Cash         | David Thomain         | Jean-Michel Bazire    | 1'14"3 |
| 2016  | Dhikti Védaquais   | Thorens Vedaquais  | Yoann Lebourgeois     | Philippe Allaire      | 1'14"2 |
| 2015  | Che Jénilou        | Goetmals Wood      | Éric Raffin           | Sébastien Guarato     | 1'15"3 |
| 2014  | Bird Parker        | Ready Cash         | Yoann Lebourgeois     | Philippe Allaire      | 1'13"8 |
| 2013  | Almira Marancourt  | Lilium Madrik      | David Thomain         | Sébastien Hervalet    | 1'15"1 |
| 2012  | Vanishing Point    | Ludo de Castelle   | Damien Bonne          | Sébastien Guarato     | 1'14"2 |
| 2011  | Up Market          | Obrillant          | Yoann Lebourgeois     | Philippe Allaire      | 1'14"2 |
| 2010  | Trophy Charm       | Modern Jazz        | Éric Raffin           | Nicolas Raimbeaux     | 1'14"8 |
| 2009  | Surabaya Jiel      | Goetmals Wood      | Matthieu Abrivard     | Jean-Luc Dersoir      | 1'13"4 |
| 2008  | Return Money       | Corot              | Anthony Barrier       | Thierry Duvaldestin   | 1'14"1 |
| 2007  | Quiz des Brouets   | Fortuna Fant       | Émile Fournigault     | Pascal Daulier        | 1'15"5 |
| 2006  | Philoténor         | Ténor de Baune     | Franck Nivard         | Jean Baptiste Bossuet | 1'14"5 |
| 2005  | Orange de Vire     | Dance Marathon     | Sébastien Baude       | Cédrick Paris         | 1'17"6 |
| 2004  | Noora de l'Iton    | Workaholic         | Louis Baudron         | Thierry Duvaldestin   | 1'17"2 |
| 2003  | Manika             | Hello Jo           | Gaëtan Prat           | Didier Dauverne       | 1'17"8 |
| 2002  | Lola Jénilou       | Kepi Vert          | Jean-Paul Piton       | Christophe Chalon     | 1'18"7 |
| 2001  | Kitcho d'Écajeul   | Sancho Pança       | Michel Lenoir         | Jean-Luc Dersoir      | 1'17"  |
| 2000  | Jardy              | Cygnus d'Odyssée   | Jean-Philippe Mary    | Philippe Allaire      | 1'17"  |
| 1999  | Ivoire de Grammont | Ukir de Jemma      | Jean-Paul Piton       | Philippe Allaire      | 1'19"7 |
| 1998  | Holly du Locton    | Viking's Way       | Jean-Paul Piton       | Philippe Allaire      | 1'18"3 |
| 1997  | Gai Brillant       | Podosis            | Jean-Philippe Mary    | Philippe Allaire      | 1'22"  |
| 1996  | Fine Perle         | Marpheulin         | Jean-Philippe Mary    | Philippe Allaire      | 1'18"5 |
| 1995  | Express Cat        | Prince Atout       | François Roussel      | Alain Roussel         | 1'19"3 |
| 1994  | Dréa Josselyn      | Le Loir            | Michel Lenoir         | Pierre Coignard       | 1'20"2 |
| 1993  | Cortes             | Lurabo             | Franck Blandin        | Michel Lecacheux      | 1'19"9 |
| 1992  | Blue and Red       | Fakir du Vivier    | Gilles Baudron        | Gilles Baudron        | 1'19"5 |
| 1991  | Alligator          | Le Ham             | Michel Lenoir         | Gilbert Lemiere       | 1'19"3 |
| 1990  | Vainqueur Ker Anna | Kimberland         | André Meunier         | Ulf Nordin            | 1'20"3 |
| 1989  | Ursulo de Crouay   | Mivus              | Philippe Gillot       | Joël Hallais          | 1'21"  |
| 1988  | Traveller          | Jacques des Blaves | Alain Laurent         | Michel Govignon       | 1'21"6 |
| 1987  | Speed Clayettois   | Joachim            | Yves Dreux            | Ali Hawas             | 1'19"7 |
| 1986  | Ricou du Fossard   | Kibboutz           | Jean-Philippe Mary    | Raymond Clavreul      | 1'22"6 |
| 1985  | Quinze Janvier     | Vallauris du Pont  | Yves Dreux            | Ali Hawas             | 1'23"4 |
| 1984  | Perrin Dandin      | Grape Fruit        | Bernard Oger          | Léopold Verroken      | 1'22"8 |
| 1983  | Odin de la Vente   | Beau Ludois L      | Michel Lenoir         | Michel Roussel        | 1'23"5 |
| 1982  | Noiraud des Étangs | Quinio             | Philippe Gillot       | Yves Portois          | 1'22"4 |
| 1981  | Mabrouka           | Balfour            | Yves Dreux            | Ali Hawas             | 1'25"  |
| 1980  | Laudanum           | Cotentin           | Pascal Békaert        | Joël Hallais          | 1'23"8 |
| 1979  | Kiki de Feugères   | Nivôse             | Gérard Raulline       | Bernard Raulline      | 1'23"7 |
| 1978  | Jeune Orange       | Chambon P          | Alain Sionneau        | Gaston Peltier        | 1'23"8 |
| 1977  | Ice Pudding        | Vinci II           | Philippe Gillot       |                       | 1'23"7 |
| 1976  | Himère             | Tabriz             | Gérard Mascle         |                       | 1'23"  |
| 1975  | Givre d'Argent     | Kubler L           | Yves Martin           |                       | 1'25"6 |
| 1974  | Fondon             | Quasipyl           | Gérard Mascle         |                       | 1'24"  |
| 1973  | Érotica            | Quel Ramier        | Alain Laurent         |                       | 1'24"7 |
| 1972  | Diane de Beaulieu  | Quatt Cent Trois   | Alain Laurent         |                       | 1'23   |
| 1971  | Chambon P          | Kerjacques         | Alain Sionneau        |                       | 1'23"1 |
| 1970  | Bride Elle         | Pacha Grandchamp   | Michel Lecacheux      |                       | 1'24"8 |
| 1969  | Alain D            | Larré F            | Louis Sauvé           |                       | 1'2    |
| 1968  | Volga Panache      | Le Juge W          | Louis Sauvé           |                       | 1'24"4 |
| 1967  | Umuse P            | Jidalium           | Jean Mary             |                       |        |
| 1966  | Tyrol II           | Féal               | Pierre Giffard        |                       | 1'24"1 |
| 1965  | Seigneur           | Vermont            | Jean Mary             |                       | 1'22"5 |
| 1964  | Reine de Mars B    | Harold D III       | François Brohier      |                       |        |
| 1963  | ?                  |                    |                       |                       |        |
| 1962  | Paléo              | Fandango           | Jean Mary             |                       | 1'23"7 |
| 1961  | Ouistiti F         | Garde Moi          | J. Rigaud             |                       |        |
| 1960  | Nicias Grandchamp  | Fandango           | Michel-Marcel Gougeon |                       |        |
| 1959  | Mestioca P         | Carioca II         | Portois               |                       |        |
| 1958  | Luchon             |                    | Maurice Riaud         |                       |        |

## Sources
- Pour les conditions de course et les dernières années du palmarès : site de la SETF
- Pour les courses plus anciennes : archives des quotidiens  (Ouest-France, Sud-Ouest…)